# Leandro Camilo
Leandro Camilo de Almeida (Diamantino, 9 de fevereiro de 1986) é um jogador de futebol brasileiro.
Ele tem passagens por diversos clubes, entre eles Concórdia (SC), Ceará (CE), Paysandu (PA), São Bernardo (SP), Brasiliense (DF), Brasil de Pelotas (RS) e Botafogo da Paraíba (PB). Foi campeão paraense pelo Paysandu em 2009 e 2010.